# 天主教巨港總教區
天主教巨港總教區（拉丁語：Archidioecesis Palembangensis）是印度尼西亞一個羅馬天主教總教區，也是該國十個總教區之一，位於蘇門答臘島南部的明古魯省、占碑省的大部份和南蘇門答臘省。下轄檳港和丹戎加蘭兩個教區。2002年有教友76,201人、26個堂區、69名司鐸。現任總主教為類思·蘇達索 SCJ也教區首位國籍主教。
1923年12月27日自蘇門答臘監牧區設明古魯監牧區，1939年6月13日升為代牧區。1963年1月3日升為教區，2003年7月1日升為總教區。